# Melaleuca halmaturorum
Melaleuca halmaturorum är en myrtenväxtart som beskrevs av Ferdinand von Mueller och Friedrich Anton Wilhelm Miquel. Melaleuca halmaturorum ingår i släktet Melaleuca och familjen myrtenväxter.

## Underarter
Arten delas in i följande underarter:
- M. h. cymbifolia
- M. h. halmaturorum